# L'Oror de Beuna
Louroux-de-Beaune és un municipi francès, situat al departament de l'Alier i a la regió d'Alvèrnia-Roine-Alps. L'any 2007 tenia 184 habitants.

## Demografia

### Població
El 2007 la població de fet de Louroux-de-Beaune era de 184 persones. Hi havia 84 famílies de les quals 20 eren unipersonals (12 homes vivint sols i 8 dones vivint soles), 36 parelles sense fills i 28 parelles amb fills.
La població ha evolucionat segons el següent gràfic:
Habitants censats

### Habitatges
El 2007 hi havia 133 habitatges, 83 eren l'habitatge principal de la família, 40 eren segones residències i 10 estaven desocupats. Tots els 132 habitatges eren cases. Dels 83 habitatges principals, 73 estaven ocupats pels seus propietaris, 7 estaven llogats i ocupats pels llogaters i 3 estaven cedits a títol gratuït; 1 tenia una cambra, 1 en tenia dues, 9 en tenien tres, 23 en tenien quatre i 49 en tenien cinc o més. 63 habitatges disposaven pel capbaix d'una plaça de pàrquing. A 41 habitatges hi havia un automòbil i a 38 n'hi havia dos o més.

### Piràmide de població
La piràmide de població per edats i sexe el 2009 era:
| Homes | Edats   | Dones |
| ----- | ------- | ----- |
| 0     | 95 o +  | 0     |
| 0     | 90 a 94 | 0     |
| 0     | 85 a 89 | 0     |
| 0     | 80 a 84 | 0     |
| 0     | 75 a 79 | 4     |
| 8     | 70 a 74 | 16    |
| 8     | 65 a 69 | 4     |
| 0     | 60 a 64 | 8     |
| 12    | 55 a 59 | 4     |
| 0     | 50 a 54 | 4     |
| 12    | 45 a 49 | 4     |
| 20    | 40 a 44 | 8     |
| 8     | 35 a 39 | 4     |
| 4     | 30 a 34 | 8     |
| 4     | 25 a 29 | 8     |
| 0     | 20 a 24 | 0     |
| 8     | 15 a 19 | 0     |
| 8     | 10 a 14 | 4     |
| 8     | 5 a 9   | 0     |
| 4     | 0 a 4   | 4     |

## Economia
El 2007 la població en edat de treballar era de 127 persones, 88 eren actives i 39 eren inactives. De les 88 persones actives 80 estaven ocupades (49 homes i 31 dones) i 8 estaven aturades (3 homes i 5 dones). De les 39 persones inactives 21 estaven jubilades, 8 estaven estudiant i 10 estaven classificades com a «altres inactius».

### Ingressos
El 2009 a Louroux-de-Beaune hi havia 83 unitats fiscals que integraven 184 persones, la mediana anual d'ingressos fiscals per persona era de 17.152 €.

### Activitats econòmiques
Dels 7 establiments que hi havia el 2007, 1 era d'una empresa alimentària, 2 d'empreses de construcció, 2 d'empreses d'hostatgeria i restauració, 1 d'una empresa immobiliària i 1 d'una empresa classificada com a «altres activitats de serveis».
L'únic servei als particulars que hi havia el 2009 era una lampisteria.
L'any 2000 a Louroux-de-Beaune hi havia 13 explotacions agrícoles que ocupaven un total de 740 hectàrees.

## Poblacions més properes
El següent diagrama mostra les poblacions més properes.